# Gran Premio Villa de Lillers
El Gran Premio Villa de Lillers (oficialmente: Grand Prix de la Ville de Lillers-Souvenir Bruno Comini) es carrera ciclista profesional de un día francesa que se disputa en la población y comuna de Lillers (departamento del Paso de Calais) y sus alrededores, en el mes de marzo.
Creada en 1964 hasta 1994 fue una carrera amateur. A partir del 1997 fue de categoría 1.5 (última categoría del profesionalismo) y desde la creación de los Circuitos Continentales UCI en 2005 forma parte del UCI Europe Tour, dentro de la categoría 1.2 (igualmente última categoría del profesionalismo).

## Palmarés

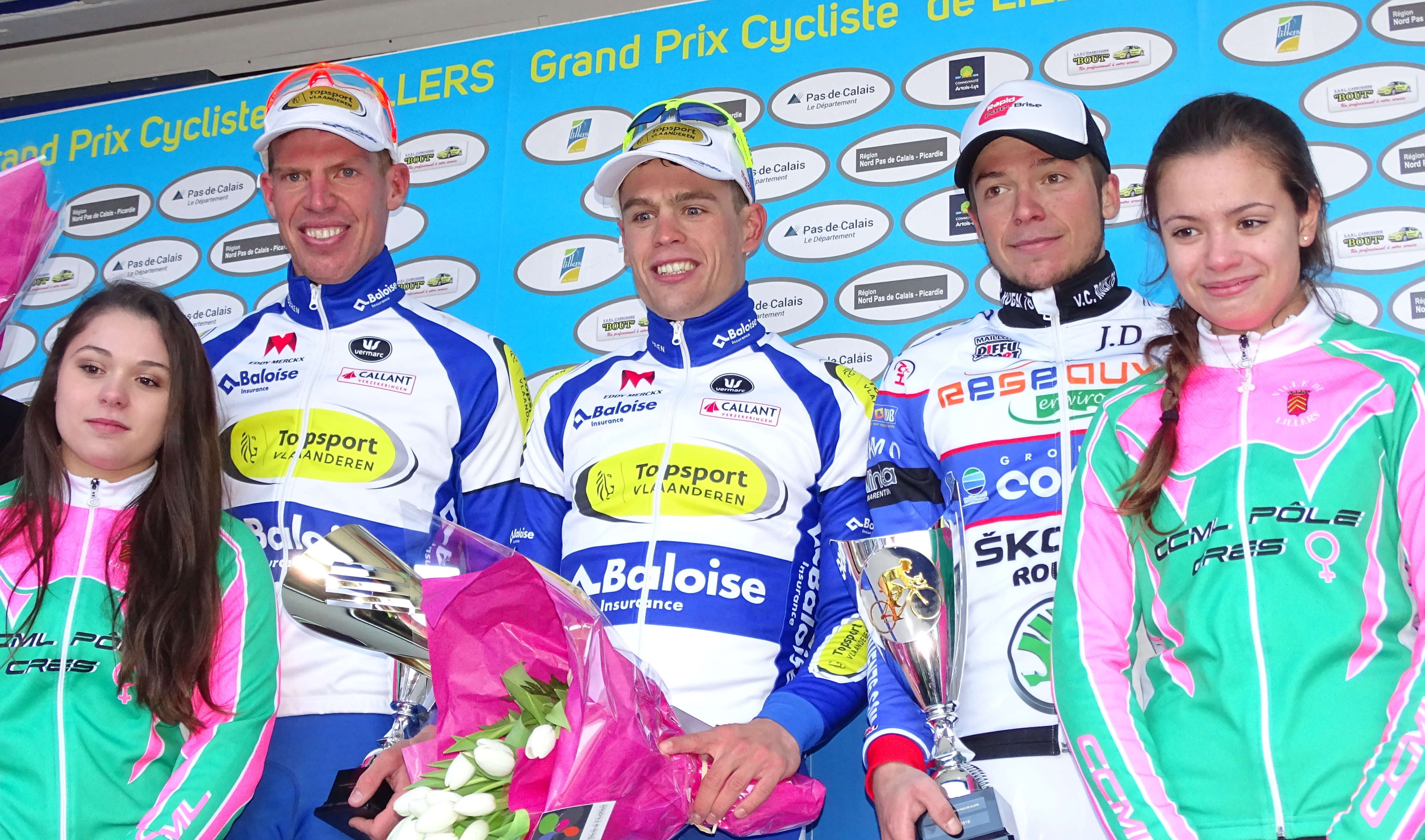
Pódium de la edición 2016: Christopher Piry (2º), Stijn Steels (1º) y Tim Declercq (3º).

En amarillo: edición amateur.
| Año  | Ganador                                    | Segundo                                    | Tercero                                    |
| ---- | ------------------------------------------ | ------------------------------------------ | ------------------------------------------ |
| 1964 | Claude Rigaut                              | Stéphan Kowalczik                          | C. Dubreucq                                |
| 1965 | Jean Réveillon                             | Claude Neuts                               | Claude Coyot                               |
| 1966 | Patrick Cuny                               | Gérard Olbe                                | André Mollet                               |
| 1967 | Jacques-André Hochart                      | José Samyn                                 | Alain Vasseur                              |
| 1968 | André Mollet                               | Ghislain Laigle                            | Elie Lefranc                               |
| 1969 | Robert Mintkiewicz                         | Daniel Dussez                              | Serge Dhondt                               |
| 1970 | M. Lefebvre                                | Gérard Olbe                                | Guy Leleu                                  |
| 1971 | Guy Leleu                                  | W. Smeckens                                | Karl-Heinz Küster                          |
| 1972 | Claude Tollet                              | Willy Fersner                              | Marc Verbeeck                              |
| 1973 | Klaus-Peter Thaler                         | August Van Looy                            | Willy Van den Ouweland                     |
| 1974 | Alain Molmy                                | S. Mailhe                                  | Willy Van den Ouweland                     |
| 1975 | Eddy Copmans                               | Eric Lalouette                             | Willy Van den Ouweland                     |
| 1976 | Jacques Dutailly                           | Serge Dheruelle                            | Claude Bavaye                              |
| 1977 | Claude Baveye                              | Guy Leleu                                  | Didier Vanoverschelde                      |
| 1978 | Oliver Vantielcke                          | Wim Lugtenburg                             | Gilles Mahé                                |
| 1979 | Robert Millar                              | Fabien De Vooght                           | Loubé Blagojevic                           |
| 1980 | Philippe Miotti                            | Denis Hundt                                | Didier Ramet                               |
| 1981 | Jean-Philippe Pipart                       | Jeffrey Williams                           | André Trache                               |
| 1982 | Jean-Philippe Pipart                       | John de Crom                               | Herman Winkel                              |
| 1983 | Rinus Ansems                               | Dominique Lecrocq                          | Ron Snijders                               |
| 1984 | Brian Holm                                 | Paul Watson                                | Eric Martin                                |
| 1985 | Jacques Dutailly                           | Søren Lilholt                              | Rinus Ansems                               |
| 1986 | Vincent Thorey                             | Jean-François Laffillé                     | Bertrand Zielonka                          |
| 1987 | Yvan Frebert                               | Philippe Delaurier                         | Jean-François Laffillé                     |
| 1988 | Bruno Bonnet                               | Dominique Dieryckx                         | Vincent Lacressonière                      |
| 1989 | William Perard                             | Thierry Barrault                           | Jean-Jacques Philipp                       |
| 1990 | Jean-François Laffillé                     | Thierry Gouvenou                           | Laurent Boucher                            |
| 1991 | Jean-François Laffillé                     | Bjørn Stenersen                            | Slawomir Krawczyk                          |
| 1992 | Bennie Gosink                              | Jeroen Hermes                              | Saulius Sarkauskas                         |
| 1993 | Jeroen Blijlevens                          | Fabrice Naessens                           | David Derique                              |
| 1994 | Jean-François Laffilé                      | Cédric Vasseur                             | Fabrice Naessens                           |
| 1995 | Gregory Barbier                            | Ronald Withag                              | Jean-François Laffillé                     |
| 1996 | Niko Eeckhout                              | Stéphane Hennebert                         | Anthony Morin                              |
| 1997 | Niko Eeckhout                              | Cédric Vasseur                             | Stéphane Cueff                             |
| 1998 | Geert Verheyen                             | Alexandre Vinokourov                       | Torsten Schmidt                            |
| 1999 | Bjornar Vestol                             | Chris Peers                                | Martin Rittsel                             |
| 2000 | Francis Moreau                             | Jérôme Desjardins                          | Dmitriy Fofonov                            |
| 2001 | Jean-Michel Tessier                        | Sven Teutenberg                            | Steffen Radochla                           |
| 2002 | Pascal Deramé                              | Jimmy Engoulvent                           | Yanto Barker                               |
| 2003 | Damien Nazon                               | Sébastien Hinault                          | Joost Posthuma                             |
| 2004 | Benny De Schrooder                         | Franck Perque                              | Kevin Van Der Slagmolen                    |
| 2005 | Johan Coenen                               | David Boucher                              | Vytautas Kaupas                            |
| 2006 | Markus Eichler                             | Anthony Jaunet                             | Médéric Clain                              |
| 2007 | Benoît Daeninck                            | Mario Ickx                                 | Tom Leezer                                 |
| 2008 | Domenik Klemme                             | Benoît Daeninck                            | Matthias Friedemann                        |
| 2009 | Aleksejs Saramotins                        | Alexandre Lemair                           | Jean-Marc Bideau                           |
| 2010 | Benoît Daeninck                            | Jean-Marc Bideau                           | Renaud Dion                                |
| 2011 | Denis Flahaut                              | Fabien Bacquet                             | Nikola Aistrup                             |
| 2012 | Russell Downing                            | Jean-Lou Paiani                            | Laurent Mangel                             |
| 2013 | Benoît Daeninck                            | Olivier Pardini                            | Steven Tronet                              |
| 2014 | Steven Tronet                              | Martijn Degreve                            | Benoît Daeninck                            |
| 2015 | No se disputó                              | No se disputó                              | No se disputó                              |
| 2016 | Stijn Steels                               | Christopher Piry                           | Tim Declercq                               |
| 2017 | Thomas Boudat                              | Yannis Yssaad                              | Justin Jules                               |
| 2018 | Jérémy Lecroq                              | Yoann Paillot                              | Alfdan De Decker                           |
| 2019 | Anulada por las condiciones meteorológicas | Anulada por las condiciones meteorológicas | Anulada por las condiciones meteorológicas |
| 2020 | Florian Vachon                             | Arjen Livyns                               | Thibault Guernalec                         |
| 2021 | No se disputó                              | No se disputó                              | No se disputó                              |
| 2022 | Milan Menten                               | Gianluca Pollefliet                        | Jason Tesson                               |
| 2023 | Andreas Stokbro                            | Norman Vahtra                              | Morné van Niekerk                          |
| 2024 | Emmanuel Morin                             | Steffen De Schuyteneer                     | Antoine Aebi                               |
| 2025 | Matthew Brennan                            | Valentin Tabellion                         | Alfred George                              |

## Palmarés por países
| País         | Victorias |
| ------------ | --------- |
| Francia      | 38        |
| Bélgica      | 7         |
| Alemania     | 3         |
| Reino Unido  | 3         |
| Países Bajos | 2         |
| Dinamarca    | 2         |
| Noruega      | 1         |
| Letonia      | 1         |